# Saadla
Saadla  (in arabo اصعادلا‎?) è un centro abitato e comune rurale del Marocco situato nella provincia di Safi, regione di Marrakech-Safi. Conta una popolazione di 16 633 abitanti (censimento 2014).